# Johann Karl Oestreicher
Johann Karl Oestreicher (* 22. Juli 1925 in Reichenberg; † 25. März 2018) war ein deutscher Jurist und Richter am Bundessozialgericht.

## Leben
Nach dem Studium der Rechtswissenschaft in Würzburg und den beiden juristischen Staatsprüfungen (1950, 1953, jeweils in München) wurde Johann Karl Oestreicher zunächst stellvertretender Leiter des Versorgungsamts Würzburg. Im Jahr 1957 wechselte er aber in die Sozialgerichtsbarkeit und wurde Richter am Sozialgericht Würzburg.
Am 1. September 1975 wurde Oestreicher zum Richter am Bundessozialgericht ernannt, wo er zunächst dem 8. Senat zugewiesen war, der seinerzeit für Angelegenheiten des Unfallversicherungsrechts und des Kindergeldrechts zuständig war. Seit dem März 1976 war er – bis zum Eintritt in den Ruhestand – Richter im 12. Senat des Bundessozialgerichts, der für die Rentenversicherung, die Arbeitslosenversicherung und das Versicherungs- und Beitragsrecht zuständig war.